# NGC 2724
NGC 2724 is een balkspiraalstelsel in het sterrenbeeld Lynx. Het hemelobject werd op 7 februari 1832 ontdekt door de Britse astronoom John Herschel.

## Synoniemen
- UGC 4726
- MCG 6-20-19
- ZWG 180.27
- KUG 0857+359C
- IRAS08579+3557
- PGC 25331